# عاجل عجول
عاجل عجول مناضل ثوري جزائري وقائد منطقة الأوراس بالاشتراك مع عباس لغرور بعد وفاة شيحاني بشير واستشهاد مصطفى بن بولعيد، ولد في كيمل بالأوراس باتنة سنة 1922 وتعلم القرآن الكريم والشريعة الإسلامية بمسقط رأسه ثم سافر لـقسنطينة لمواصلة دراسته بمعهد الإمام عبد الحميد بن باديس، التحق بحزب الشعب في 1948 وأصبح مناضلا فيه ورئيس قسمة آريس حيث ساهم في تجنيد وتدريب العديد من خلايا المجاهدين الأولى، وكان أحد أبطال معركة الجرف الشهيرة وتولى قيادة الناحية الوسطى للأوراس، توفي سنة 1992 بباتنة.

## نشأته وأسـرته
ولـد عجول سنة 1922 بدوار كيمل (عرش السراحنة) بالقرب من آريس بولاية باتنة وسط عائلة غنية حيث يملك والده عبد الحفيظ عجول العديد من الأراضي الزراعية والغابية التي جعلتهم من أغنى العائلات في الأوراس، وتدعى والدته بيوش صحرة، وفي ذلك الدوار ترعرع في عائلة مُكونة من الوالدين وخمسة أخوة هم بلقاسم وإبراهيم واحمد ومحمد وعمار أصغرهم وكذلك عدة اخوات وكان عجول هو المدلل بينهم والمفضل لِما يتسم به من ذكاء وحنكة.

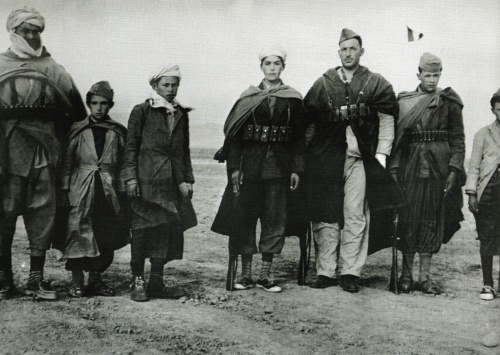
عجول وسط أفراد عائلته

وعلى خلاف أقرانه وأولاد قريته لم ينتقل عجول إلى الزاوية لحفظ القرآن الكريم بل استقدم له والده شيخا يدعى غلاف عيسى ليدرسه في المنزل، وقد أظهر خلال تلك المدة التي قضاها دارسا للقران ومبادئ اللغة العربية والشريعة الإسلامية تفوقا ونبوغا وتمكن من حفظ القران بكامله، ثم أرسله والده بعد ذلك إلى خنقة سيدي ناجي لمواصلة دراسته والتعمق في العلوم اللغوية والشريعة غير أن إقامته بالخنقة لم تطل وبطلب منه أرسله والده إلى معهد العلامة عبد الحميد بن باديس في قسنطينة وبه درس ما لا يقل عن سنتين انتهت بالنجاح والانتقال إلى الصفوف العليا وخلال إقامته بقسنطينة انخرط في الكشافة الإسلامية فكان عضوا نشطا فيها واستفاد منها كثيرا.
وبعدها عاد إلى مسقط رأسه بكيمل واستدعي للخدمة الاجبارية فرفض الالتحاق بها كما فعل الكثيرون وظل متخفيا ينتقل من مكان إلى أخر ولا يعود إلى بيته إلا ليلا غير أنه أداها في النهاية وبسور الغزلان وأتمها سنة 1943 وكان الوحيد الذي أداها بين أفراد عائلته، بعد الانتهاء من الخدمة الاجبارية عاد إلى مسقط رأسه وتزوج من حفصية مختاري التي أنجب منها ولدا واحدا هو عيسى إبنه الأكبر ثم طلقها ليتزوج بعد فترة ببيوش اليامنة وأنجب معها أربع بنات وفي عام 1955 وأثناء إقامته في أريس تزوج بمستيري الكاملة وأنجب معها عبد الحميد وبنتا.

## نشاطه الثوري

### قبل الثورة
كان عجول من الرعيل الأول من مناضلي الأوراس فقد بدأ نشاطة الثوري باكرا بانضمامه إلى حزب الشعب في نهاية عام 1948 وعمره 25 سنة حين كان يدرس بقسنطينة، ولدى عودته إلى كيمل في 1950 واصل عمله النضالي في الأوراس بقسمة أريس التي تولى قيادتها لاحقا خلفا لمسعود بلعقون وبعده محمد عكشة، فكان يقوم بتوعية الشباب وبث الروح الوطنية بهم ويعمل على ضمهم وتجنيدهم وتشكيل الخلايا الأولى للثورة، وبعد اكتشاف المنظمة السرية في مارس 1950 ساهم في إيواء عناصرها الفارين والملاحقين ما جعله محط البحث لدى القوات الفرنسية فاضطر للهروب مجددا إلى قسنطينة سنة 1951 ليعود مجددا بعد عامين ويواصل نشاطه النضالي في التنظيم والتجنيد تحت رئاسة شيحاني بشير مسؤول الحزب في المنطقة.
فـي ماي 1954 حضر عجول الاجتماع التحضيري لمسؤولي النواحي بقيادة بن بولعيد الذي حضره كذلك عباس لغرور الطاهر نويشي مسعود بلعقون، بشير حاجي، محمد خنترة، شيحاني بشير أين تم تقسيم المنطقة إلى نواحي وتعيين قادتها حيث أسندت لعجول في هذا الاجتماع مهمة التعجيل في تدريب المجاهدين المتطوعين على مستوى جنوب الأوراس في مناطق كيمل أشمول زلاطو والولجة  ، وكذلك رافق عجول مصطفى بن بولعيد وبشير شحاني وحضر اجتماع أورني (13-15 جويلية) واجتماع العاصمة (13-16 أوت) لإطارات حركة انتصار الحريات الديمقراطية حيث افتتح الجلسة بالمطالبة بالتحضير العاجل للثورة. وقبيل اندلاع الثورة وفي الاجتماع التقيمي تم تعيين شيحاني نائبا لبن بولعيد وعباس لغرور وعجال عجول مساعدين له، وخلال الفترة التي سبقت أول نوفمبر تمكن عجول من تجنيد وتدريب حوالي 280 مناضل.

### أثناء الثورة
فـي ليلة أول نوفمبر كان عجول على رأس فوج انطلق لمهاجمة حراس غابة كيمل، وكذلك قام في الأيام الأولى لاندلاع الثورة بنصب كمين مع عباس لغرور ومجاهدين اثنين لقافلة عسكرية تمكنوا فيه من حرق أربع شاحنات وغنيمة 46 سلاحا وثلاث مدافع رشاشة، وتولى عجول بعدها قيادة الناحية الوسطى من الأوراس وتحت إشرافه قام المجاهدون بالعديد من العمليات.

### معركة الجرف
كانت مهمة عجول في هذه المعركة التاريخية هي عملية تنظيم وتوزيع الجنود المتحصنين بالجرف وتوضيح المهام المسندة لكل مجموعة، وكان يرفع التقارير عن الوضع مع عباس لغرور إلى شيحاني بشير الذي كان معتصما بإحدى مغارات الجرف، وفي مساء كل يوم كان يجتمع مع القادة لدراسة النتائج وتقرير ماذا سيفعلون تاليا، وفي اليوم الرابع الذي قرروا فيه كسر الحصار قاد عجول فرقة بالأسلحة البسيطة خلف عباس لغرور الذي تولى قيادة مجموعة مزودة بالرشاشات والأسلحة الثقيلة وتمكنوا من كسر الحصار وإحداث ثغرة في الطوق الأول للحصار وبعد مجابهات أخرى خارج الجرف استمرت لأربعة أيام تمكن من الإفلات نهائيا من الحصار.

### وفاة شيحاني واستشهاد مصطفى بن بولعيد
بعد معركة الجرف تم إلقاء القبض على شيحاني وتم تنفيذ حكم الإعدام فيه بواسطة عباس لغرور، لعـدة تهم منها سوء تسيير معركة الجرف (لأن شيحاني تعمد مواجهة العدو في مواجهة مباشرة وبعدد كبير من المجاهدين، ولأن تكلفة المعركة كانت كبيرة بالنسبة للمجاهدين فقد استشهد ما يربو عن 100 مجاهد) ولسبب آخر أخلاقي،  [محل شك] وبهذا انتقلت قيادة منطقة الأوراس عمليا إلى عجول ولغرور في الوقت الذي كان فيه مصطفى بن بولعيد أسيرا، حيث كانا على وفاق فكان عجول يتولى ناحية الأوراس ولغرور ناحية النمامشة، غير أن عمر بن بولعيد أخ مصطفى بن بولعيد تمرد على هذه القيادة وأعلن عدم اتباعه لعجول وانفصل بناحية الأوراس الغربية واتهم عجول بقتل شيحاني رغبة في السلطة ولما هرب بن بولعيد من سجن الكدية بقسنطينة ولم يسلمه عجول القيادة طبقا لقانون الستة أشهر الذي أقره بن بولعيد بنفسه روّجت شائعات بأن عجول شكك في وطنية بن بولعيد وأنه لم يكن يرغب في إعادة تسليم السلطة له، وازداد الطين بلة بعد استشهاد البطل بن بولعيد بانفجار جهاز الإشارة الملغم فاتهم عمر بن بولعيد عجول بقتل أخيه.

## هل قتل عجول قائده؟

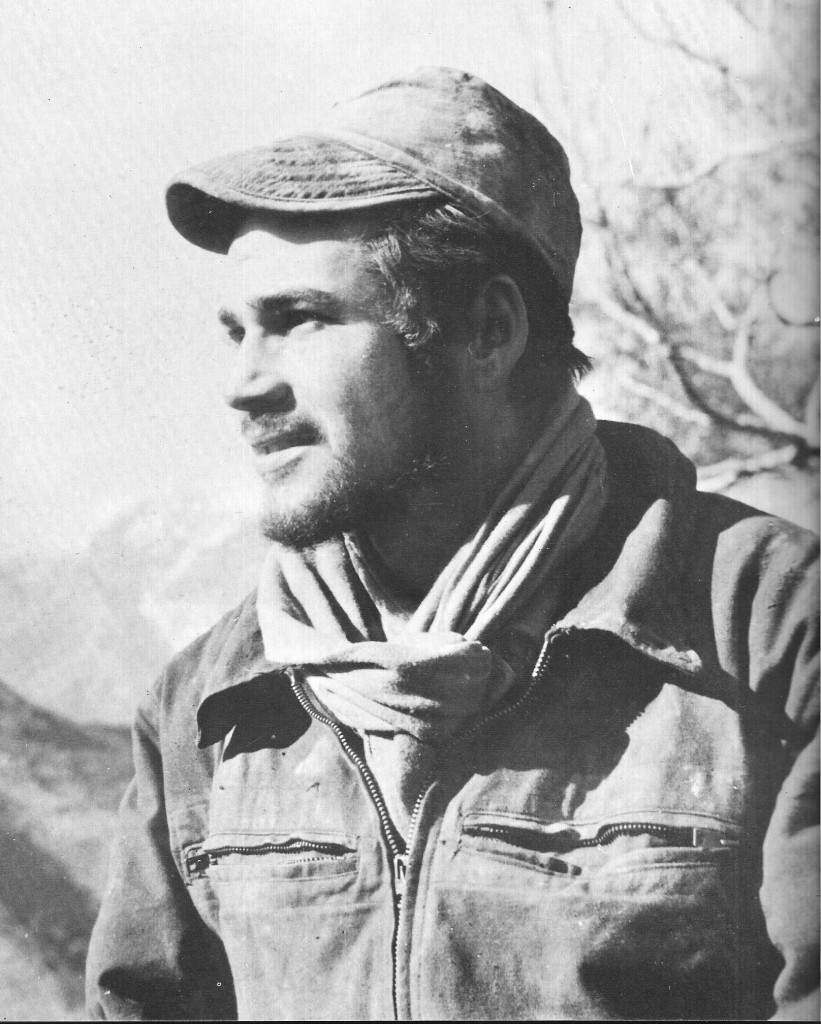
عاجل عجول

مباشرة بعد استشهاد أب الثورة الجزائرية بن بولعيد توجهت أصابع الاتهام لعاجل عجول ولكن للأسف لم تتشكل أيّ لجنة ثورية لتقصي الأمر وتُرك الباب للتأويلات والتفسيرات الفردية، فاتهم عمر بن بولعيد ومسعود عايسي وغيرهم من القادة عجول -الذي كانوا على خلاف معه- أنه الفاعل آنذاك، ليأتي بعد ذلك الرائد الطاهر سعيداني ليروي في مذكراته أن عجول أمر علي الألماني بتفخيخ المذياع الذي ألقت به الطائرات الفرنسية عمدا وأنه كان مع بن بولعيد لحظة تقديم المذياع له ثم انصرف واتهمه صراحة ومباشرة بمقتله، وتحدث العقيد الزبيري في الفصل الثامن من كتابه مذكرات آخر قادة الأوراس التاريخيين عن وفاة بن بولعيد حيث ذكر أن الهوة بين الرجلين اتسعت حين أنبه كثيرا على إعدام شيحاني، وأن عدم تسليم عجول القيادة لمصطفى حزّ في قلب هذا الأخير كثيرا واشتكى ذلك للحاج لخضر، وذكر صرامة عجول في معاملته له (الزبيري) وتهديده بالقتل وألمح إلى أنه من الممكن أن عجول وراء المؤامرة التي ذكرها دون أن يذكر دليلا، أما جريدة الشروق فقد ذكرت أن المؤرخ الفرنسي «إيف كوريير» المقرب من المخابرات الفرنسية أكّـد في كتابه «حرب الجزائر» أن المخابرات الفرنسية هي التي خططت بدقة لاغتيال بن بوالعيد بتفخيخ جهاز الاستقبال وإلقائه للمجاهدين وأن عمليات مشابهة تمت في المناطق الثانية والثالثة.
فيلم بن بولعيد لوزارة المجاهدين حاول مسك العصا من المنتصف وأظهر أن الطائرات الفرنسية ألقت جهاز الاستقبال وأن الضابط الفرنسي قال خطتنا نجحت وفي نفس الوقت أظهر أن عجول طلب مغادرة المنزل من مصطفى لدى وصول الجهاز إليه محاولة التشبث بكلا الفرضيتين والحقيقة أن أحد الطرفين هو الفاعل ولا يمكن أن يكون كلاهما، أما الرائد هلايلي محمد الصغير الكاتب الشخصي لعجول فقد فند اتهام الرائد الطاهر سعيداني بحجج منطقية وقال بأن المخابرات الفرنسية هي من دبّر عملية اغتيال بن بولعيد وليس عجول.
أما القول الفصل في القضية وهو شهادة الناجيين من الانفجار مصطفى بوستة وعلي بن شايبة فقد أكدا تماما عدم وجود عجول في المنطقة قبل انفجار جهاز الإشارة وأن الجهاز بقي بحوزة بن بولعيد أسبوعا قبل الحادثة وهذا ما أكده عجول بنفسه حيث قال في شهادة له سجلت في 1985 أنه بريء من دم بن بولعيد، وقال الرائد مصطفى مراردة قائد الولاية الأولى بالنيابة والذي كان مع بن بولعيد ربع ساعة قبل الانفجار
| عاجل عجول | كنا نحن مع الأسف نعتقد حينئذ بصحة التهمة ونؤمن بها، وذلك بسبب ظروف تلك المرحلة | عاجل عجول |

وأشار إلى أن كلا من عزوي وعمر بن بوالعيد ومسعود عيسى وهم من قادة عروش المنطقة الذين كانوا على خلاف مع عجول لفقوا له تهمة اغتيال بن بوالعيد خاصة وأنه رفض إعادة الاعتبار لسي مصطفى كقائد للأوراس بعد فراره من السجن.

## مهمة عميروش
بعد استشهاد مصطفى بن بولعيد عرف أوراس النمامشة فراغا كبيرا في القيادة حيث اتهم عجول بتدبير مقتله وتمرد عمر بن بولعيد عن قيادته كما تمرد بعض قادة النمامشة عن قيادة عباس لغرور كلزهر شريط وأصبحت منطقة الأوراس مركز صراع على السلطة وغابت عن مؤتمر الصومام فأرسلت لجنة التنسيق و التنفيذ وفدين لمحاولة رأب الصدع ولم شتات الولاية عميروش إلى الأوراس وزيغود يوسف إلى عباس لغرور بالنمامشة غير أن زيغود يوسف استشهد في طريقه إلى النمامشة ولم يتمكن سوى عميروش من الوصول حيث اجتمع مع عجال عجول في ناحيته الثانية التي يشرف عليها (آريس ـ كميل ـ بوعريف) ووافق عجول الذهاب إلى ناحية النمامشة مع عميروش لملاقاة زيغود يوسف وقبل باستخلاف المجاهد محمد (بوعزة) عرعار مؤقتا بمساعدة صالح ڤوجيل، وانطلق مع عميروش صوب النمامشة إلا أن جماعة مسلحة في ناحية عالي الناس منعت عجول من المرور مع عميروش فعاد أدراجه إلى كيمل بعد أن اتفق مع عميروش على الذهاب إلى لجنة التنسيق والتنفيذ في الولاية الثالثة، غير أن عجول لم يطع أمر عميروش وفضل البقاء في الأوراس.

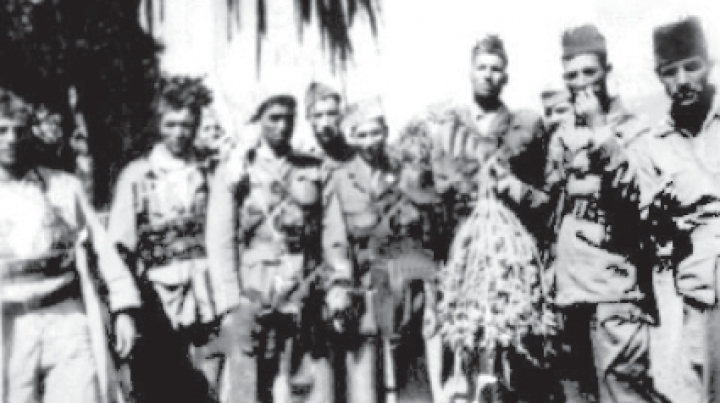
من اليسار إلى اليمين : الحاج لخضر، حسين معمري، علي مشيش، عمار معاش، الطاهر نويشي، عاجل عجول، محمد الصغير هلايلي، العقيد عميروش ومحمد الطاهر قبايلي

وبعد أيام دعا عميروش إلى اجتماع آخر بولجة النشم ناحية سيدي علي فاجتمعت قيادات الأوراس هناك وكان عجول قد جاء برفقة 26 من فردا من رجاله مجهزين برشاش ثقيل وترك جنوده أعلى التل ونزل رفقة ثلاث من رفاقه وانضم للاجتماع الذي قاده عميروش، وحين رفع الاجتماع قرر عجول النوم في كوخ رفقة وفد عميروش والحاج لخضر وأثناء ذلك وقعت الحادثة.

### حادثة سيدي علي
اتهم الرائد محمد الصغير هلايلي عميروش بمحاولة اغتيال عجول حيث قال أنه تم إطلاق الرصاص عليهم عمدا وهم نائمون في ذلك الكوخ فتوفي زميلاه وتمكن عجول من الهرب بعد أن أصيب في يده، إلا أن حسين بن معلم الكاتب الشخصي لعميروش قال بإن إطارات الأوراس وعميروش خشوا أن يقوم عجول باغتيالهم فقرروا توقيفه وإرساله للجنة التنسيق والتنفيذ لتنظر في أمره وليس قتله، فذكر أن علي مشيش وأزروال دخلا الكوخ وحين حاولا القبض على عجول وتجريده من سلاحه أطلق عليهما النار فحدث تبادل لإطلاق النار أصيب فيه عجول في يده لكنه تمكن من الفرار.

## الاستسلام للعدو
بعد الحادثة فقد عجول الثقة تماما في رفقاء الدرب من المجاهدين وشعر بخيانتهم له ورغبتهم في الغدر به وبعد فراره لجـأ إلى والده واختلفت الروايات فذكر الزبيري أن والد عجول ذهب إلى المدينة ليأتيه بالدواء وبدل ذلك أبلغ الدرك الفرنسي عن مكانه معتقدا أنهم سيحمونه بعد أن حاول الثوار قتله  ، وهناك من يقول بأن عجول سلم نفسه بملئ إرادته وأنه قرر التوقف عن النضال بعد أحس أن جزاءه بعد كل تلك التضحيات التي قدمها كان محاولة الاغتيال [بحاجة لمصدر] ، ويظهر هذا الفيديو  لحظة استسلامه التي قال عنها لاكوست عبارته الشهيرة «إن استسلام عجول أول الغيث، ناضل طائعا واستسلم مكرها»  وقد تلقى العلاج في يده اليسرى (من حادثة سيدي علي التي أصيب فيها) ثم توجه ليركب سيارة للصليب الأحمر، لم يظهر عجول بعد استسلامه أي عداء للثورة وظل صامتا وذكر الزبيري في كتابه أنه تم استنطاق عجول لأيام حول مراكز المجاهدين وأنه كان يحمل على طائرات استطلاع فرنسية حتي يبلغهم عن أماكن المجاهدين لكنه كان يتعمد توجيههم إلى الأماكن الخاطئة وأنه كان يقول للناس بعد استسلامه أن يوصلوه إلى لجنة التنسيق والتنفيذ لتحاسبه على أن يدافع على نفسه، فقد كان مقتنعا في نفسه أنه لم يخن الثورة وأن تسليم نفسه للعدو كان له أسباب وخلفيات موضوعية 
بعد أن تولى الطاهر زبيري قيادة الولاية الأولى أرسل رسالة إلى عجول قصد استمالته وامتصاص حنقه اتجاه المجاهدين فكتب فيها هو والنقيب يحياوي
| عاجل عجول | كنتَ من الأوائل الذين رفعوا لواء الجهاد في هذه الولاية... فكر قليلا في بلدك وشعبك. | عاجل عجول |

لكن الرسالة لم تصل لعجول وسقطت في أيدي الجيش الفرنسي ولما واجهوه بها حاول تبديد شكوكهم قائلا 
| عاجل عجول | لقد حاولوا معي كثيرا لكنهم لم ينالوا مني مرادهم | عاجل عجول |

## بعد الاستقلال
تم إطلاق سراحه بعد إمضاء إتفاقيات إفيان، ولكن ألقي عليه القبض مرة أخرى من طرف الجزائريين (لأمور تنظيمية) حسب تصريحات ڨوجيل، ليسجن لفترة وبعد ذلك أطلق سراحه واشتغل كحارس في مدرسة ابتدائية، ولم يقبل المساعدات التي أراد البعض تقديمها له رغم ظروفه المادية السيئة.

## وفاته
توفي توفي عاجل عجول بباتنة عام 1992 إثر مرض خفيف لازمه مدة شهر، ودفن في صمت في مقبرة باتنة.